# فولرانوماب
فولرانوماب هو جسم مضاد وحيد النسيلة بشري مصمم لعلاج الألم، طورته جونسون وجونسون.